# 養豚
養豚（ようとん) とは、家畜として豚を飼育することである。豚肉を生産することが主な目的であり、現代では畜産の一分野である。

## 歴史

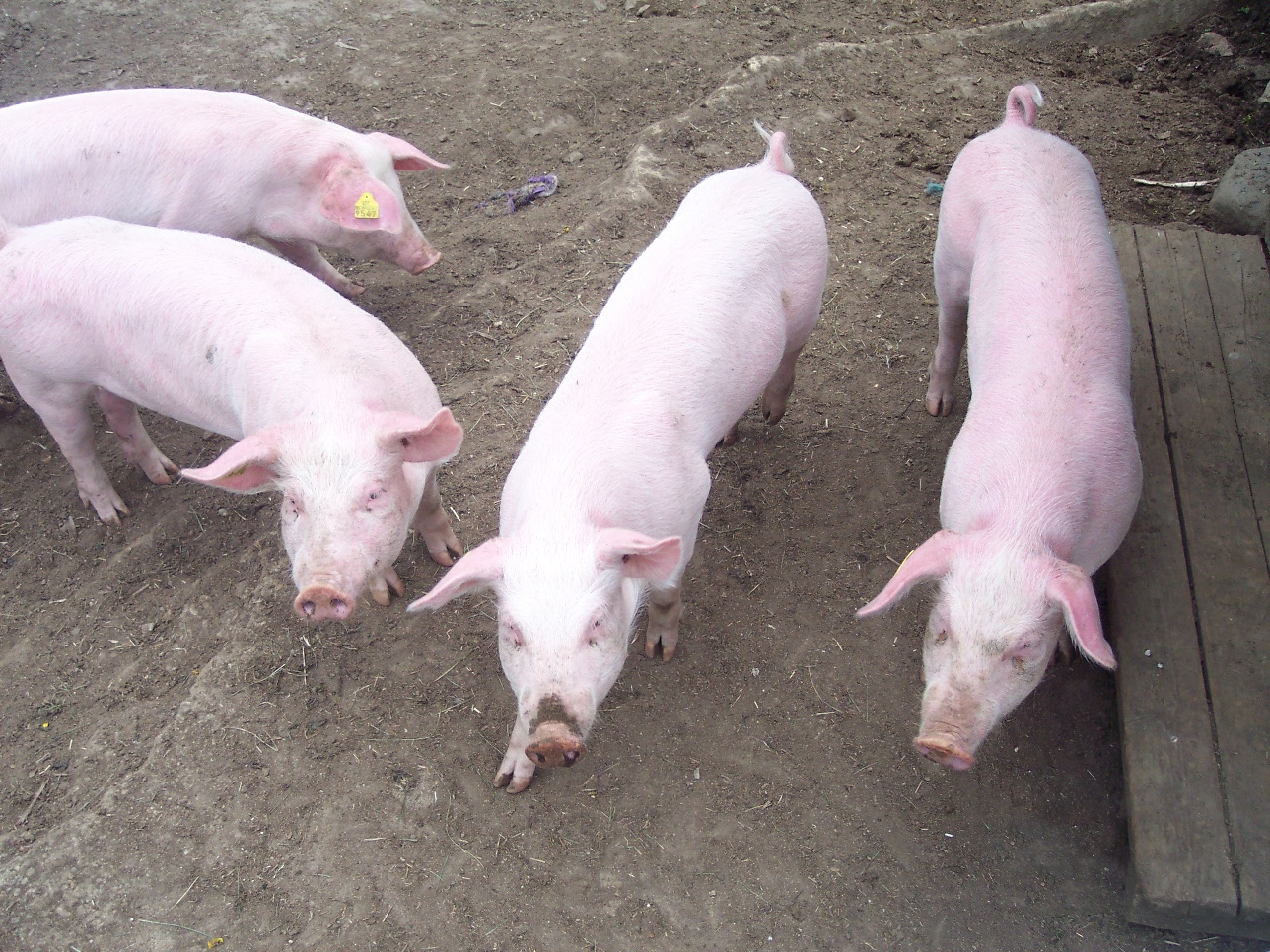
飼育されている豚（ランドレース種）

養豚が始まった時期ははっきりしない。これは遺物として見つかる豚の骨が捕獲された野生種のものか、飼育種のものかを判別するのが難しいからである。一方、地域的な分布は分かりやすい。最も古い骨は現在の中国南部から見つかった紀元前8000年頃のものである。ついでメソポタミアの紀元前4000年、エジプトの紀元前3000年ごろの骨が古い。ヨーロッパにおける養豚の歴史も古く、イギリス諸島においても紀元前4000年の骨が見つかっている。インド東部、東南アジア、中央アジア南部にも養豚が広がった。これ以外の地域では養豚の証拠が見つかっていない。例えばアフリカ大陸ではエジプト以外の地域には養豚が普及しなかった。中国では農耕の開始とほぼ同時期に養豚が始まったと考えられているが、メソポタミアでは農耕開始後、5000年もの時間差がある。
日本では1871年（明治4年）から2年間ほど、全国で養豚が流行した。これは一種の投機現象となり、破産者も多く出るほどになった。しかし1873年（明治6年）に人口密集地における豚の飼育を禁止する法律ができ、獣肉には寄生虫がいるという風評も相まって養豚業は一気に衰えた。2014年（平成26年）には養豚農業振興法（平成26年6月27日法律第101号）が公布された。

## 生産
国際連合食糧農業機関 (FAO) が発表した統計資料 (FAO Production Yearbook 2002) によると、2002年時点の全世界における豚の飼育頭数は9億4102万頭であり、そのうち半数が中華人民共和国で飼育されている。中国は頭数の伸びも著しく、2002年までの10年間に1億頭も増加した。
1. 中国 4億6470万頭 (49.4%)
2. アメリカ 5907万頭 (6.3%)
3. ブラジル 3000万頭 (3.2%)
4. ドイツ 2596万頭 (2.8%)
5. スペイン 2386万頭 (2.5%)

ついで、ベトナム、ポーランド、インド、メキシコ、ロシアである。以上の上位10カ国で、全世界の頭数の3⁄4を占める。
イスラームでは豚肉食が戒律（ハラール）に抵触する。このため、飼料の確保など畜産に向いた自然環境で、潜在的な労働力・消費者である人口が多い地域であっても、イスラム教圏では養豚がほとんど行われていない。

### 豚肉の生産量
豚皮も有用ではあるが、豚はほぼすべて食肉生産のために飼育されていると言える。FAOの統計資料によると、2002年の全世界における豚肉（ポーク）の生産量は9419万トンである。飼育頭数と同様、経済発展に伴い豚肉の需要が増した中国が半数を占める。
1. 中国 4460万トン (47.4%)
2. アメリカ 894万トン (9.5%)
3. ドイツ 412万トン (4.4%)
4. スペイン 299万トン (3.2%)
5. フランス 235万トン (2.5%)

ついで、ブラジル、カナダ、デンマーク、ポーランド、ベトナムである。以上の上位10カ国で全世界の豚肉の生産量のうちやはり3⁄4を占める。頭数と生産量を比較すると、生豚の貿易の影響が読み取れる。すなわち、ブラジルは輸出国、フランスは輸入国である。

### 他の食肉との比較
世界的に有力な食肉源は、牛、豚、山羊を含む羊である。2002年時点では豚肉生産量9419万トンが、牛肉の5788万トン、羊肉の1155万トンを大きく引き離している。食肉の約6割が豚肉ということになる。
生産地の偏りにも違いがある。牛肉、羊肉、豚肉の順に偏りが大きくなっていく。牛肉はアフリカ州とオセアニア州を除くすべての州でほぼ均等（各州で2割から2割強のシェア）に生産されている。羊肉はアジア州（4割）、アフリカ州（2割強）が有力だが、残りの州ではほぼ均等に生産されている。一方、豚肉はアジア州（約6割）に大きく偏り、ヨーロッパ州（約2割）以外の生産量は少ない。

### 日本国内の生産と消費
飼育される豚は、主に食肉用として用いられる。飼育期間は6ヶ月程、体重110kg程度で出荷される。BSEおよび鳥インフルエンザの影響もあり、豚肉の消費は拡大している。一方で国内の生産高は減少傾向にあり、2004年度には88.4万トンであった。輸入豚肉は増加傾向で、2004年度には86.2万トンと国内生産にほぼ並んだ。
2018年、国内で26年ぶりの豚熱（旧称：豚コレラ）が発生し、2021年9月時点での豚熱による被害頭数（殺処分頭数）は14府県（71事例）で約25万頭にも上っており、養豚業に大きな影響を与えている。また2020年9月3日にはOIE（国際獣疫事務局）が認定する「清浄国」の国際認定を13年ぶりに失った。

## 品種
養豚に用いられる品種は日本国内においては6品種である。養豚で重視される性質は産肉能力、強健性、繁殖能力の3つ。養豚では、食肉用の子豚は、繁殖能力が高い品種と強健性の高い品種を掛け合わせ、さらに産肉能力の高い品種と合わせるなどの交配操作を行うことによって得られている。大ヨークシャー種（W）の雄とランドレース種（L）の雌の間に出来た雑種の雌豚（LW）にデュロック種（D）の雄を掛け合わせて得られる「LWD」が一般的である。
- 大ヨークシャー種 - 6品種中もっとも歴史の古い品種。ランドレースについで繁殖能力に優れる。体色は白。デュロック、ランドレースと並ぶ大型種であり、生後1年で180 kg前後、成豚では380 kgに達する。アルファベットによる略称は「W」。
- デュロック種 - 最も産肉能力の高い品種。強健性と繁殖能力も高い。体色は赤褐色。デュロックとランドレースは耳が寝ている。略称は「D」。別名赤豚。
- ランドレース種 - 最も繁殖能力が高い品種。胴体が長い分産肉能力も高い。日本国内では最も頭数が多い。体色は白。略称は「L」
- バークシャー種 - 体色は黒。腹部は小豆色。頭や四肢の先に白い部分があるので見分けやすい。ハンプシャー、ヨークシャーと並び比較的小型の品種。生後1年で150 kg、成豚では250 kgから300 kgである。黒豚は、バークシャー同士の交配の純粋種である。略称は「B」。
- ハンプシャー種 - デュロックについで産肉能力が高い。体色は黒だが、肩から前足にかけては帯状に白い。略称は「H」。現在は希少種。
- ヨークシャー種 - 大ヨークシャーに対して「中ヨークシャー」とも呼ばれる。他の品種とは異なり、顔が平面的である。体色は白。略称は「Y」。現在は希少種。

### その他の品種
- イベリコ豚 - 全身黒色毛。希少種。
- ブリティッシュ・サドルバック - ハンプシャーに似るが耳が垂れている。希少種。
- タムワース - 茶色毛。希少種。
- ラージブラック - 全身黒色毛。希少種。
- 梅山豚 - 中国原産。腹部が地面に着く程に垂れている。極めて多子多産である。希少種。
- 金華豚 - 中国原産の希少種で、金華ハムの原料となる。

この他にハンガリーのマンガリッツァ、ベトナムのポットベリーピッグなど、様々な品種が存在する。

## 経営の集中化

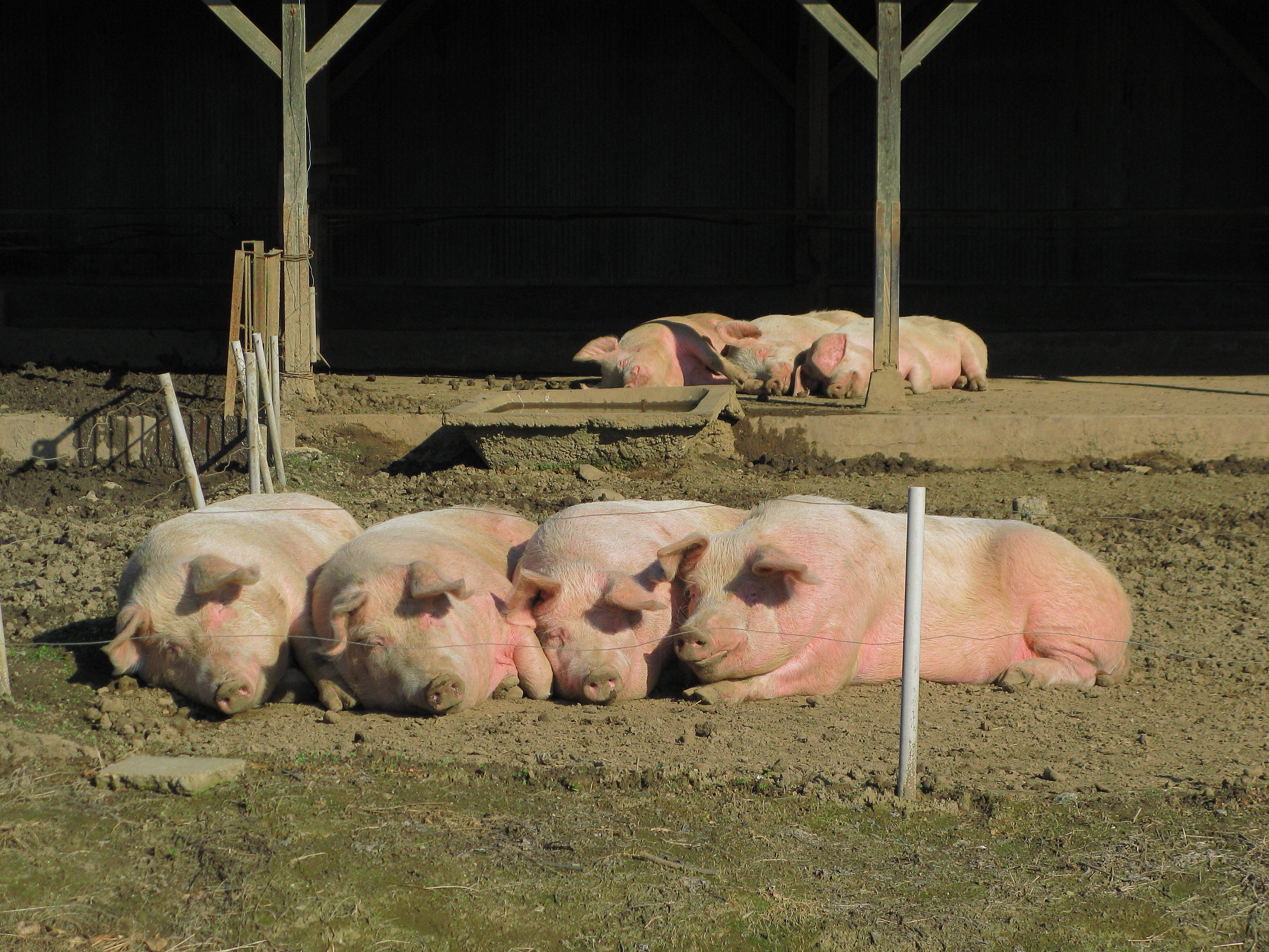
放牧養豚されている豚

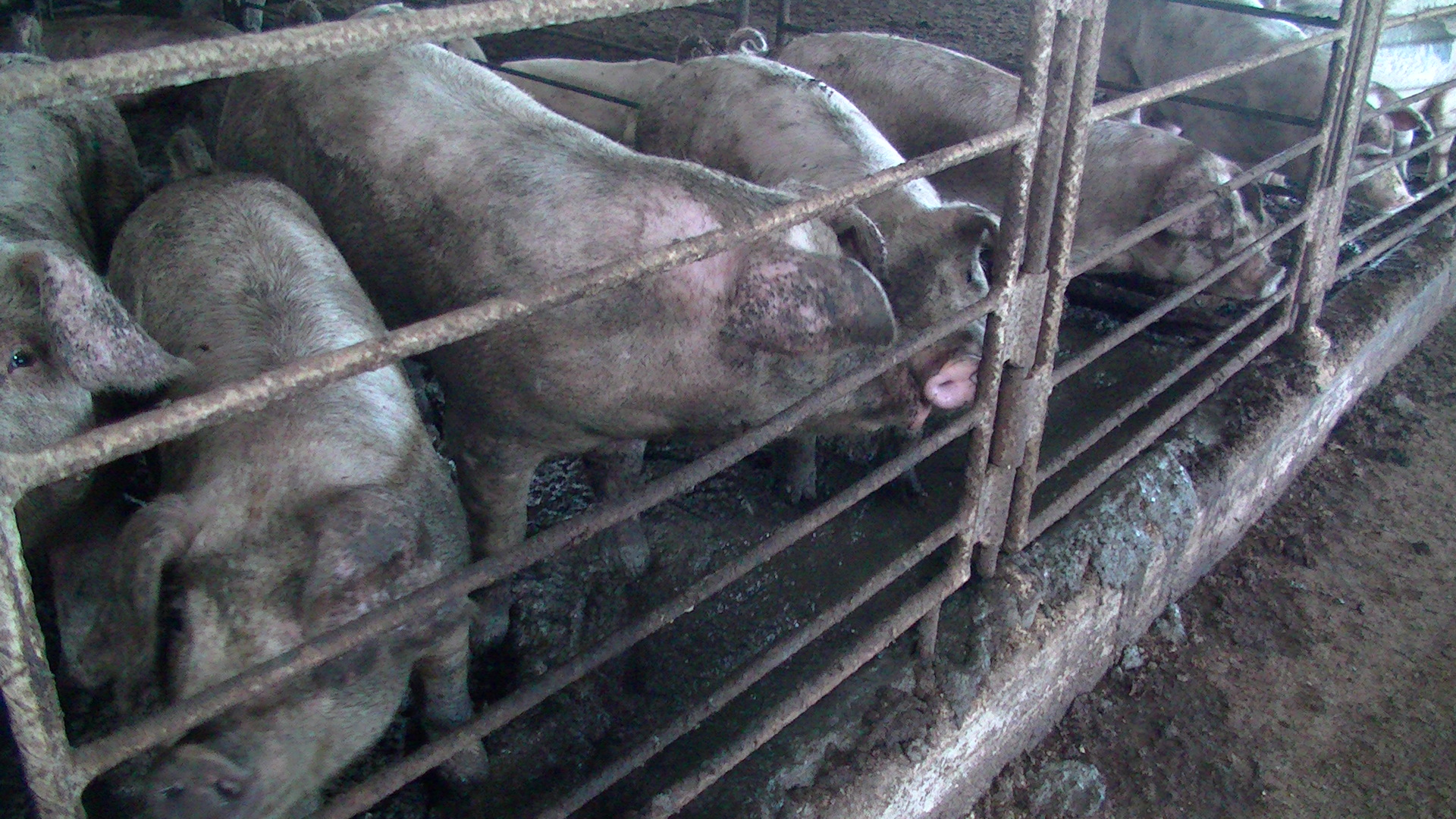
現代の舎飼い養豚

日本において、かつては農村部や郊外の田園地帯に「豚小屋」と呼ばれる小規模な養豚場が点在していたが、最近ではめっきり見られなくなった。環境問題で立ち退きを余儀なくされただけではなく、国内養豚家そのものが減少しつつあるためだ。その最大の要因は悪臭等の環境問題と後継者難である。1991年度の4万戸から2010年度には6千戸にまで減少した。一方、飼育されている豚の頭数は2割減にとどまっており、大規模な養豚業者への集中を見てとれる。既に養豚家戸数の中で27%以上が、千頭を越える飼育規模を持つ大規模な業者である（2004年度）。大規模業者の多くは種豚の生産を自前で行うだけでなく、専属の獣医師を雇用して、治療や予防接種も自前で行うことが多い。種豚の生産を専門とする養豚場は種豚場と呼ばれる。
なお、こうして水田地帯と養豚場が地理的に切り離されることにより、日本脳炎の罹患者数が激減したことは特記すべきであろう。日本脳炎は、水田を繁殖地とするコガタアカイエカが媒介する。コガタアカイエカが好んで吸血する動物は豚であり、さらに日本脳炎のウイルスは豚に感受性が高く、不顕性感染により発病せずにウイルスが豚でよく増殖する。かつては都市近郊に水田と養豚場が共存したことが、日本脳炎の流行が繰り返された大きな要因であった。

### 規制
2001年に水質汚濁防止法で、硝酸性窒素の排水基準が定められた（一般排水基準100mg/l）。ただし畜産の場合、現状の処理技術では達成が困難なことから2001年暫定排水基準として1500mg/lが設けられた。その後、畜舎排水の実態調査などを根拠として規制強化され、2024年時点では400mg/l（養豚場）となっている。

## 飼料
養豚にどのような飼料を用いるかは、その地の文化と密接な関係がある。
例えば現代日本の養豚では輸入穀物を主体とした飼料を用いている。古代以来、伝統的には養豚に用いられる飼料は、東アジアでは人糞、ヨーロッパではドングリが主体であり、これに残飯が補助的に用いられた。西アジアではその後イスラム教の広まりによってほとんどの地域で養豚が廃絶したため、古代の養豚飼料がいかなるものであったかは不明な点が多い。

### 現代養豚の課題
現代の養豚ではトウモロコシを主体とし、大豆カスや小麦を加えた飼料を用いている。これらの多くは輸入に頼っており、安全保障上の問題になっている。更に、輸入された飼料の蛋白質、アミノ酸に由来する窒素化合物はその一部が豚の屎尿の、またその他の一部は畜産物を食べた人間の糞尿や生ごみの形で、土壌に過剰蓄積されるリスクがある。これらは陸上生態系に対して、また降水による水循環や下水を通じた河川や沿岸海域に過剰供給されて、河川生態系や海洋生態系に対して重大な影響を与えている。つまり、アメリカ合衆国などの飼料作物生産国の工業的窒素固定によって生成した窒素化合物が、飼料輸入国である日本などの国土や周辺海域に一方的に蓄積していき、富栄養化という形で生態系の異常を引き起こすという物質循環の異常を引き起こしている。同様のことはリン酸などのリン化合物に関しても言える。
また、国土内での物質循環を完結させて、国土の過剰な富栄養化とそれによる生態系の破壊を防ぐためには生ごみなどの食品廃棄物を飼料として活用することが解決法の一つとなるが（1970年代まで小規模な場合には残飯を餌として与えていたことが多かった）、食品廃材としての屑肉を飼料に用いる場合は、旋毛虫感染（旋毛虫症）が問題になる。近年、生ゴミや食品の残渣を飼料の原料にする研究がなされ、現代社会に要求される安全性を確保した上で、飼料の自給率向上と還元型社会への再接近を図っている。このほかにも養豚副産物の減量・活用に向けた研究は進められている。東京農工大学は豚の尿に稲藁を混ぜて発酵させ、燃料用メタンガスを効率的に発生させる技術を開発した。

## 東アジアの伝統的な養豚
東アジアでは『山地住民の生業における山の垂直利用とその変化』（西谷 大（国立歴史民俗博物館））にあるように、人間の生活圏から発生する生ゴミや人糞をそのまま養豚に用いることが伝統的な養豚法であった。
豚を不潔な動物とする見方は、この点によるのかもしれない。しかし、食糞を行うのは豚に限らない。またヒトは雑食動物であるが、馬に見るように盲腸・大腸発酵によって食物繊維をエネルギー源に転換する草食動物としての性質を持っている。大腸に常在する多数の嫌気性細菌が、小腸までで消化吸収されなかったセルロースやヘミセルロースなどの多糖類を発酵させて、エネルギー源となる酪酸やプロピオン酸といった短鎖脂肪酸を生産している。こうした発酵の場は牛や羊などの反芻をする動物では胃の直前に位置しており、短鎖脂肪酸を吸収するだけでなく増殖した細菌や原生動物を胃に流し込んで消化・吸収。蛋白質などを回収している。ところがヒトやウマといった盲腸・大腸発酵を行う動物の消化器官は増殖した腸内細菌の菌体を消化吸収できず、糞として捨てざるを得ない。従って、人糞は細菌の菌体が主成分であり、この形で蛋白質などの栄養素を豊富に含んでいる。
東アジアでの養豚はこうした蛋白質に富んだ人糞を豚に食わせ、それによって集落の衛生を保つと共に生きた豚の形で蛋白質や脂肪をストックし、必要に応じて屠畜、人間の食料として回収するシステムとして発達した。日本の本州、四国、九州及びその周辺島嶼では江戸時代まで、不殺生戒がある仏教の影響で食用家畜を飼育する文化が衰退した。このため人糞は発酵させて農地の肥料として利用する文化が発達し、こうした人糞を飼料とする養豚は行われなかった（或いは行われなくなった）。一方、中国文化の影響が強く、九州以北と文化的差異が大きい琉球王国の支配下にあった南西諸島では、こうした東アジア一帯に普遍的に見られる人糞養豚が行われ、豚肉食文化が発達した。
人糞養豚は上記のように優れたリサイクルシステムではあるが、危険な寄生虫である有鉤条虫の感染サイクルを形成してしまうという問題点もあった。南西諸島では戦後、このリスクの危険視や、高等教育を受けた人々が中国由来の不潔な奇習であるとの偏見を持ったことによる人糞養豚廃絶運動が行われ、日本列島での人糞養豚は姿を消した。その過程では、八重山諸島でこの運動の先頭に立った高等教育を受けた女性の家の中に、嫌がらせとして人糞がぶちまけられるなどの激しい軋轢が生じたことが記録されている。

## ヨーロッパの伝統的な養豚
農業生産性に乏しく、人糞養豚の文化を持たない北西ヨーロッパでは、一年を通して豚の畜群を維持するだけの飼料（にとどまらず人間の食用としての農作物）を確保することが難しかった。夏に産まれた子豚を、秋にナラの森に放してドングリを食べさせて十分成長させて肥育。来年の繁殖用の親豚に使う個体のみを残して、冬の初めにまとめて屠畜し、塩漬け肉やハム、ソーセージ、ベーコン、ラードといった保存食品に加工して次の年の秋の終わりまで食いつなぐ（農作物が収穫できる春までは豚肉のみで食いつなぐ）という養豚システムが行われていた。しかし16世紀に、新大陸アメリカからジャガイモやトウモロコシといった寒冷な痩せた土地でも大きな収穫が得られる作物が導入されるようになった。これらが次第に普及していくと、人間が食用にする以上の余剰収穫が確保できるようになり、これが豚の飼料に当てられ、一年中生きた豚の形で動物性の蛋白質や脂肪をストックできるようになった。こうして「ジャガイモとソーセージ」に象徴されるドイツ食に代表されるような、新大陸産の新来作物と豚肉加工食品の組み合わせによる近代以降の北西ヨーロッパの食文化が成立したのである。

## 動物福祉の課題
日本国内では昭和35年に養豚農家一戸当たり2頭であった飼養頭数は、平成29年には2001頭に増加した。畜産の集約化は欧州では産業革命からはじまっており、動物を一か所に大量に収容する工場型の畜産が拡大するにつれ、欧州を中心に動物福祉の問題が取りざたされるようになっている。ブタは強靭な鼻を利用して土を掘り起こすルーティングやものを噛むチューイングといった行動に対して強い発現欲求を持っているが、コンクリート床ではその行動の発現ができず、ブタは強い欲求不満状態に陥り、他個体をかじったり攻撃したりといった転嫁行動が発現する。また豚はスノコ床よりスノコ無し床を好むが、養豚では糞尿の処理がしやすいようスノコ床が多用されている。
養豚業においては、飼育者の豚の扱い方、母豚を妊娠期間中に拘束する施設「妊娠ストール」、子豚に実施される尾・歯の無麻酔切断、麻酔なしでの去勢などが動物福祉の課題となっている。豚を移動させる時、鞭で叩いたり、耳や尾を持って強く引っ張るという行為が養豚場では日常的に見受けられるが、管理に不要な行為であることが立証されている。屠殺場ではストレスが原因で多くの豚が胃潰瘍になっている。また、生産性を追求した高密度かつ大規模な工場畜産のため、負傷や発病しやすい。子豚の死亡率は、平均で15%から20%と高く、屠殺時には豚の8割以上が肺炎に罹っているといわれる。こういった病気を防ぐために、抗生物質等が適宜飼料に加えられる。

研究では5ppmから豚の健康への悪影響が見られ、10ppm以上のアンモニアを80％の育成豚は避けるとされる。しかし、集約化により豚舎のアンモニアレベルは高く、畜産規制の厳しい欧州でも豚舎の平均アンモニアガスレベルが、繁殖豚舎5.1-17.8ppm、肥育豚舎4.3-18.2ppmと高いものになっている。

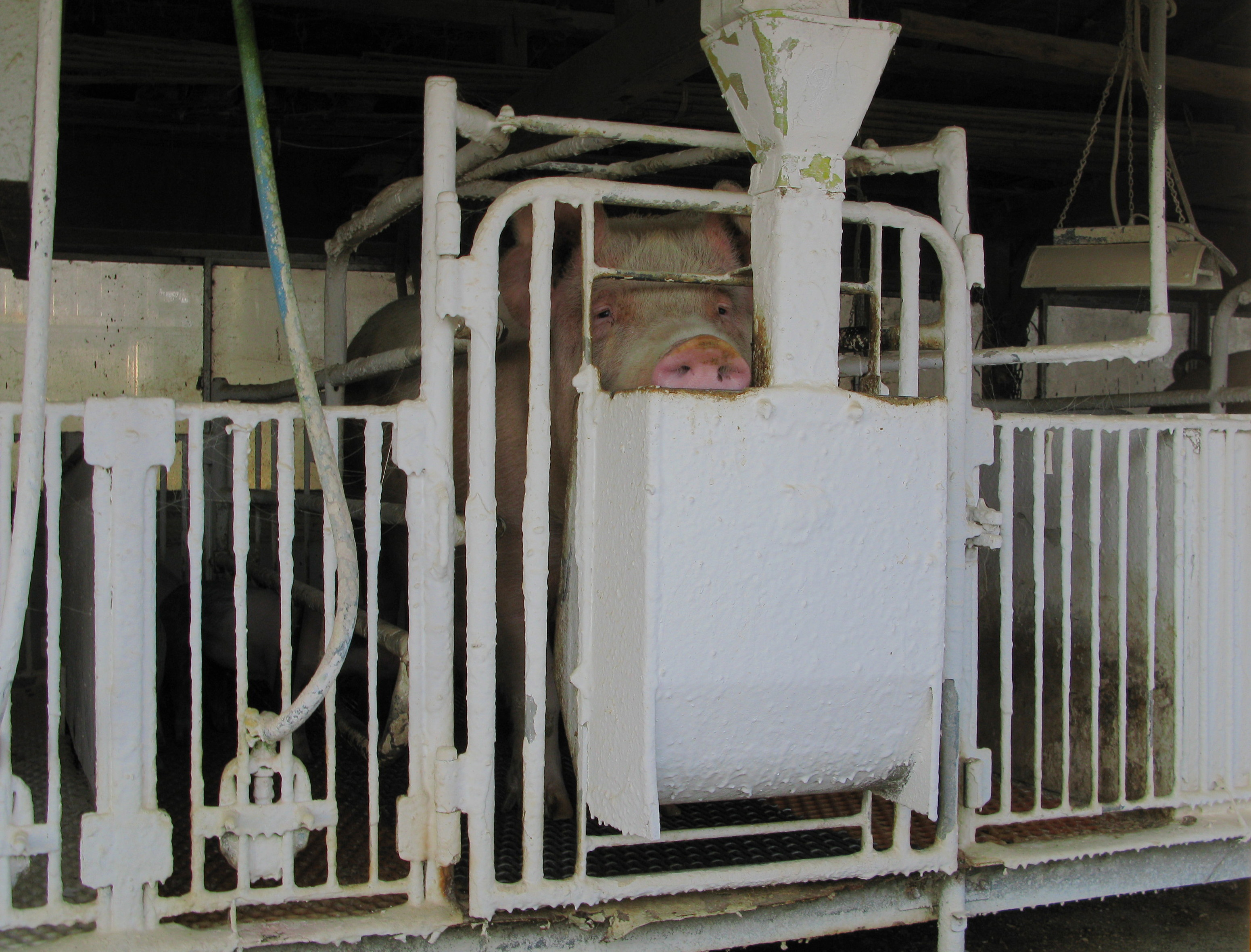
現代の養豚の例（分娩ストール、自動給餌器付き）。

### 妊娠ストール
妊娠中の母豚を管理しやすいように使用される妊娠ストールは母豚の行動を著しく制限し、異常行動の発現につながる。そのため欧州連合は理事会指令「豚保護のための最低基準（COUNCIL DIRECTIVE 2008/120/EC of 18 December 2008 - laying down minimum standards for the protection of pigs）」において2013年1月1日から妊娠ストールを禁止した。アメリカではフロリダ、メイン、ロードアイランド、オレゴン、アリゾナ、カリフォルニア、コロラド、ミシガンが妊娠ストールの廃止を決定した。日本では妊娠ストールの使用に規制はなく2018年時点で使用率91.6%である。

### 分娩ストール
母豚は、妊娠期間中は「妊娠ストール」に、そして出産の少し前から子豚を離乳させる生後21日前後までの間は「分娩ストール」に収容される。分娩ストールは、子豚の圧死を防ぐ目的から分娩柵が両側に取り付けられた檻のことで、子豚はこの分娩柵の間から母豚の乳を飲む。妊娠ストール同様、母豚は転回できず、行動は著しく制限される。このため分娩ストール使用の母豚は心的外傷後ストレス障害（PTSD）に苦しむ可能性が非常に高いとされる。また分娩ストールは、母子相互作用や「巣作り行動」など、遺伝的にプログラムされた行動の適切な発現を妨げる。巣作りは、母体ホルモンに影響を与え、母豚の分娩準備を整えるために重要だが、分娩ストールに枝や草などの巣作りの材料はないケースが多い。農水省の豚のアニマルウェルフェア技術指針には『分娩の少なくとも１日前には分娩区域に雌豚が利用できる巣材を提供する』と記載しているが、日本国内で分娩ストールに藁を設置している養豚場は8％にとどまる。母豚の「安心できる巣で出産したい」という欲求は高く、藁がなくても、足で鉄製の床を掻き、巣をつくろうと試みることが知られている。巣作りの欲求を満たすことができず、身体的制限受け、穏やかな分娩期を過ごすことが困難な分娩ストールでは死産が増加する。  一方、母豚に巣材を与えるとオキシトシンは25％以上上昇、逆にコルチゾルレベルは25％減少する。母豚の行動は改善され、子豚に対する注意深さや気配りにつながり、それに伴い子豚の圧死につながる姿勢変え回数は分娩前・中ともに減少し、分娩間隔は短縮され、死産率も減少した。初乳摂取量も増え、子豚の救難声への反応も早く、離乳までの死亡率も低くなる。
分娩ストールには非難の声もあり、イギリスでは獣医師の73%が、分娩ストールが動物福祉に及ぼす悪影響を懸念している。
分娩ストールは、母豚が子豚を踏みつぶさないようにという理由で使用されるが、1997年から分娩ストールを禁止したスイスにおける子豚死亡率は11.1％で、分娩ストール非禁止国であるイギリスの12.2％よりも低い。スイスが分娩ストール全面禁止となったのは分娩ストールを使っても子豚の死亡率は下がらないという研究に基づく。子豚の圧死のみを比較すれば分娩ストールを使ったほうが死亡率は低いが（母豚一腹当たり0.62対0.52）、圧死以外の理由の死亡率は分娩ストールを使ったほうが高い（母豚一腹当たり0.78対0.89子豚）。また国内でも、ストールの開放・非開放の比較研究において子豚の圧死に差異はない。これらのことから、分娩ストールの主な利点は子豚の死亡率を下げることではなく、生産コストを最小限に抑えるためだとも言われる。
EUでは分娩ストール禁止に向けた議論が進んでいる。オーストリア、ノルウェー、スウェーデン、スイス、ドイツでは禁止が決定。デンマークは分娩ストールの削減を目標として掲げ、オーストラリアやアメリカでも議論が行われている。ニュージーランドでは2020年に起きた訴訟によって、分娩ストールは違法であると判断されたことから、豚の規則の見直し協議が進行中である。日本では分娩ストールの使用に規制はない。

### 過密飼育
現代の工場型養豚では、豚は過密飼育が一般的であり、国内における71ｋｇ以上の肥育豚の約20％は、一頭当たりの飼養面積が0.65㎡未満となっている。このような過密飼育、また過密飼育による糞尿汚染は、感染症拡大に繋がっており、豚における回腸炎の罹患率は80％。国内の養豚場における湿潤率はほぼ100％となっている。

### 麻酔なしでの尾と歯の切断
尾と歯の麻酔なしの切断は、不適切な環境によるストレスから豚同士が傷つけ合うことを防ぐために生後1週間以内に実施されている。苦痛を伴うものであることから、デンマーク、スウェーデン、ノルウェー、フィンランド、リトアニアでは麻酔なしでの尾の切断を禁止あるいは規制している。ドイツでは断尾した子豚を飼養する生産者は、断尾の実施が必要とされる証明書を提出しなければならない。カナダでは2016年7月1日から、年齢にかかわらず痛みを制御する鎮痛剤を用いて行われなければならないとされている。デンマークでは原則禁止だが、例外として尾がみが発生したことを証明する書面があれば断尾は可能。また生後4日以降に行う場合は麻酔・鎮痛措置下で実施しなければならない。デンマークでは依然として95％以上の豚が例外規定に基づき断尾されているため、政府は2024年に断尾を行わない養豚業者が補助金を受け取ることができる制度の実施を公表している。
歯の切断については、欧州連合では日常的に行うことを禁止しており、デンマーク、ノルウェーでは歯の切断自体を禁止している。
日本では尾および歯の切断に規制はなく2018年時点で尾の切断率82.2%、歯の切断率63.6%である。

### 耳刻・耳標
個体識別のための耳刻が行われることもある。片耳5箇所、合計10箇所に振り分けられた数字と位の組み合わせにより、生年月日や母豚との照らし合わせ、死亡時の記入番号などに使用される。耳刻を刻む際も出血はある。耳翼に、Ｕ字やV字の切込みをいれ、その数や場所で個体識別表示とする管理方法もある、切り込みを入れる場所も多く、多大な苦痛を与える。

### 麻酔なしでの去勢
肉への雄臭定着を防ぎ、飼育しやすいよう攻撃性を低下させるため雄豚は生後1週間以内に去勢されてきた。去勢は理髪外科医や獣医などが鋭利なカミソリでふぐり（陰嚢）を切開し睾丸を取り出し、引き抜き、切り取る、という方法で行われる。処理中・処理後も痛みを伴うため問題視される。
欧州連合では、2018年から自主的に外科的去勢を「原則」終了することとした。カナダでは2016年以降麻酔なしでの豚の去勢は禁止、ドイツでは2021年からは全身麻酔などによる痛みを排除した去勢のみが認められている、政府による生産者への麻酔機器導入補助も行われた。フランスでは、2022年1月1日から無麻酔去勢は禁止となっている。また去勢をほとんど行っていない国もある（去勢率：イギリス2%、ポルトガル12.5%、スペイン15%、オランダ20%）。オーストラリアでは性成熟を迎えて臭いが出てしまう前のと殺や、インプロバックなどの製剤による免疫学的去勢（ワクチンを2回接種することで、精巣機能を阻害する抗体を産生させ、性成熟を遅らせることができる）が一般的であり、動物福祉の観点から外科的去勢はほとんど行われていない。いっぽう日本では、麻酔なしの去勢に法的な規制はなく、2018年時点でほぼ100％のブタに麻酔なしでの去勢が実施されている。

### 安楽死
治療を行っても回復の見込みがない場合や、著しい生育不良や虚弱で正常な発育に回復する見込みのない場合などは、農場内でできる限り苦痛のない殺処分を行うことが求められている。しかしながら、2024年のアンケート調査によると27-43％の養豚農家が安楽死を実施していないという。

### 屠殺場での飲水
日本の屠殺場には獣畜の飲水設備が設置されていないところが多く、2011年の北海道帯広食肉衛生検査所などの調査では飲水設備のない豚と畜場は86.4%となっている。飲水設備設置に関しては厚生労働省から都道府県へ「と畜場の施設及び設備に関するガイドライン」が通知されており、新設及び改築等が行われる場合には獣畜の飲用水設備が設定されていることとの記載があるが、達成時期は未定である。

## その他
畜舎を管理している養豚家が、何らかの事情で畜舎内で倒れ、そのまま豚に食べられてしまうという事故は、世界各地で何例か報告されている。